# Consejo Superior de Seguridad Nacional de Irán
El Consejo Superior de Seguridad Nacional (en persa: شورای عالی امنیت ملی) es un órgano del sistema político de Irán, cuya principal función es preservar la Revolución Islámica y asegurar la integridad territorial y soberanía nacional iraní, conforme a lo establecido en el artículo 176º de la Constitución de la República Islámica de Irán.  El Consejo funciona como órgano de asesoramiento del Líder Supremo de Irán (como valí alfaquí), figura suprema del Estado, el único capaz de declarar la guerra.
Está compuesto por las figuras más importantes del aparato de estado iraní, como el Presidente (que dirige las reuniones), el presidente del parlamento, el jefe del poder judicial, los ministros de las distintas armas de las Fuerzas Armadas, del Interior y de la Seguridad,y representantes del Líder Supremo, entre otros. El secretario de la organización es Alí Shamjaní, que en septiembre de 2013 sustituyó a Saíd Yalilí.

## Composición en 2013
En 2013, tras la composición del gabinete de Hasán Rouhaní, sus miembros son:
1. Hasán Rouhaní, presidente del gobierno de Irán y presidente del consejo;
2. Almirante Alí Shamjaní, secretario del consejo y representante del jefe del estado;
3. Alí Lariyaní, presidente de la Asamblea Consultiva Islámica;
4. Sadeq Lariyaní, presidente del poder judicial;
5. General Hasán Firuzabadí, jefe del Centro de Mando Conjunto de las Fuerzas Armadas;
6. Mohammad Baqer Noubajt, vicepresidente de asuntos presupuestarios;
7. Saíd Yalilí, representante del jefe del estado;
8. General Ataollah Salehí, comandante en jefe del Ejército;
9. General Mohammad Alí Yafarí, comandante en jefe del Ejército de Guardianes de la Revolución Islámica;
10. Hossein Amir Abdollahian, ministro de Exteriores;
11. Abdorrezá Rahmaní Fazlí, ministro de Interior;
12. Seyyed Mahmud Alaví, ministro de Inteligencia.